# 船帆座R
船帆座R，又名CD-51 4471，HD 87816、SAO 237690、HR 3978，是船帆座的一颗恒星，视星等为6.52，位于銀經279.02，銀緯2.84，其B1900.0坐标为赤經10h 2m 23s，赤緯-51° 2.84′ 4″。